# Augenfliegen
Die Augenfliegen (Pipunculidae) sind eine Familie der Zweiflügler (Diptera). Hier werden sie zu den Fliegen (Brachycera) gezählt; am nächsten verwandt sind sie mit den Schwebfliegen (Syrphidae). Weltweit sind etwa 1380 Arten dieser Gruppe bekannt, für Deutschland werden etwa 110 Arten angegeben. Die meisten Arten sind Parasitoide von Zikaden, nur die Augenfliegen der Gattung Nephrocerus parasitieren Schnaken (Tipulidae).
Die Fliegen sind meistens unbehaart und dunkel gefärbt. Auffällig sind die stark vergrößerten, fast kugeligen Facettenaugen, die wahrscheinlich vor allem dem Auffinden der Wirtstiere für die Larvenentwicklung dienen. Typisch sind auch die langen, schmalen Flügel. Ebenfalls stark ausgebildet ist der säbelförmige Legebohrer der Weibchen. Die Fliegen ernähren sich beinah ausschließlich vom Honigtau ihrer Wirte.

## Fortpflanzung
Die Kopulation der Augenfliegen findet im Flug statt, wobei das Männchen das Weibchen ergreift und an den Beinen festhält. Diese Klammerung hindert das Weibchen am Fliegen, dieses hebt daraufhin den Hinterleib hoch. Das Paar setzt sich dann auf ein Blatt oder andere Pflanzenteile ab, wobei nur das Weibchen auf der Unterlage steht. Beendet wird die fast 40-minütige Paarung wieder im Flug. Zur Eiablage fliegen die Weibchen meistens in der Nähe von Wasserläufen langsam die Vegetation ab und suchen dabei nach einem Wirt für ihre Larven. Dabei handelt es sich ausschließlich um Zikaden, wobei einige Arten sehr spezifisch Artengruppen oder sogar einzelne Wirtsarten nutzen. Der Wirt wird gepackt und im Flug durch Einstich des Eiablageapparates mit einem Ei belegt. In diesem Wirt entwickelt sich dann die Larve, die diesen meistens erst verlässt, wenn dieser voll entwickelt ist. Einige Arten wie etwa Verrallia aucta befallen direkt das Erwachsenenstadium, in diesem Fall die Wiesenschaumzikade Philaenus spumarius und die Grasschaumzikade Neophilaenus lineatus, deren Larven durch einen Schaummantel geschützt sind.

### Auswirkungen auf den Wirt
Werden jüngere Wirtslarven befallen, unterbleibt die Ausbildung der Geschlechtsorgane ganz oder teilweise ("parasitäre Kastration"). Bei älteren Wirten, die noch das Erwachsenenstadium erreichen, werden nur die inneren Sexualorgane reduziert. Die Auswirkungen der Parasitierung sind also umso ausgeprägter, je früher der Wirt befallen wird und führt quasi zur Kastration des Wirtes. Ältere Parasitenlarven (2. Larvalstadium) bohren sich aus der Zikade heraus, meistens im Grenzbereich von Brust (Thorax) und Hinterleib (Abdomen), fallen zu Boden und verpuppen sich dort. Der Wirt stirbt kurz vorher endgültig ab, kann aber mit seinen Stechborsten an der Wirtspflanze verankert bleiben und ist dann durch das seitlich abgebogene, ausgehöhlte Abdomen recht auffällig. Jüngere Augenfliegenlarven verbleiben endoparasitisch im Abdomen ihres Wirtes.

## Larvalentwicklung
Die Atmung der Larve wird durch ein vorderes und ein hinteres Atemloch (Stigma) des Tracheensystems gewährleistet (amphipneustisch), eventuell erfolgt auch eine Ankopplung an die Tracheen des Wirttieres. Sie entwickeln sich im Hinterleib der Wirte und haben nur zwei Larvenstadien, die Verpuppung erfolgt meistens erst außerhalb des Wirtes im Bodenstreu, häufig im Spülsaum von Flüssen. Beim Schlüpfen der Imago wird von der Puppenhülle ein dorsaler und ein ventraler Deckel abgesprengt. Die Überwinterung erfolgt entweder als Puppe oder als Larve im überwinternden Wirt. Manche Arten, wie etwa Cephalops semifumosus haben zwei Generationen im Jahr.
Die Generationenzahl der Augenfliegen richtet sich meistens nach jener ihrer Zikaden-Wirte. Diese bilden überwiegend ein bis zwei Generationen pro Jahr (uni- bzw. bivoltin). Nur von 2 Arten (Eudorylas subterminalis und Pipunculus campestris) sind in Mitteleuropa 3 Generationen im Jahr beobachtet worden. Diese parasitieren auf etwa 10 verschiedenen Kleinzikaden-Arten. Die Überwinterung erfolgt meistens im Puppenstadium im Boden. Bei Zikaden, die als Larven überwintern, verbleiben die Augenfliegen als Junglarven im Wirt, um erst im Frühjahr ihre Larvalentwicklung abzuschließen.

## Arten (Auswahl)
- Cephalops (Beckerias) pannonicus (? Aczel, 1939)
- Cephalops (Cephalops) aeneus Fallen, 1810
- Cephalops (Cephalops) vittipes (Zetterstedt, 1844)
- Cephalops (Parabeckerias) obtusinervis (Zetterstedt, 1844)
- Cephalops (Semicephalops) carinatus (Verrall, 1901)
- Cephalops (Semicephalops) penultimus Ackland, 1993
- Cephalops (Semicephalops) perspicuus (De Meijere, 1907)
- Cephalops (Semicephalops) semifumosus (Kowarz, 1887)
- Cephalops (Semicephalops) signatus (Becker, 1900)
- Cephalops (Semicephalops) subultimus Collin, 1956
- Cephalops (Semicephalops) ultimus (Becker, 1900)
- Cephalsphaera (Cephalosphaera) germanicus Aczel, 1940
- Chalarus basalis Loew, 1873
- Chalarus brevicaudis Jervis, 1992
- Chalarus decorus Jervis, 1992
- Chalarus fimbriatus Coe, 1966
- Chalarus gynocephalus Jervis, 1992
- Chalarus indistinctus Jervis, 1992
- Chalarus juliae Jervis, 1992
- Chalarus pughi Coe, 1966
- Chalarus spurius (Fallen, 1816)
- Dorylomorpha (Dorylomorpha) aczeli Hardy, 1947
- Dorylomorpha (Dorylomorpha) confusa (Verrall, 1901)
- Dorylomorpha (Dorylomorpha) extricata (Collin, 1937)
- Dorylomorpha (Dorylomorpha) imparata (Collin, 1937)
- Dorylomorpha (Dorylomorpha) rufipes (Meigen, 1824)
- Dorylomorpha (Dorylomyia) xanthocera (Kowarz, 1887)
- Dorylomorpha (Dorylomyza) albitarsis (Zetterstedt, 1844)
- Dorylomorpha (Dorylomyza) hungarica (Aczel, 1939)
- Dorylomorpha (Dorylomyza) platystilis Albrecht, 1979
- Dorylomorpha (Dorylomyza) praetermissa Albrecht, 1979
- Dorylomorpha (Dorylomyza) xanthopus (Thomson, 1869)
- Dorylomorpha (Pipunculina) maculata (Walker, 1834)
- Eudorylas aduncus Dunk, 1995
- Eudorylas demeyeri Kozanek, 1993
- Eudorylas fascipes (Zetterstedt, 1844)
- Eudorylas fischeri Dunk, 1995
- Eudorylas fuscipes (Zetterstedt, 1844)
- Eudorylas fusculus (Zetterstedt, 1844)
- Eudorylas goennersdorfensis Dempewolf & Dunk, 1996
- Eudorylas halteratus (Meigen, 1838)
- Eudorylas horridus (Becker, 1898)
- Eudorylas inferus Collin, 1956
- Eudorylas jenkinsoni Coe, 1966
- Eudorylas kowarzi (Becker, 1898)
- Eudorylas longifrons Coe, 1966
- Eudorylas melanostolus (Becker, 1898)
- Eudorylas montium (Becker, 1898)
- Eudorylas obscurus Coe, 1966
- Eudorylas restrictus Coe, 1966
- Eudorylas ruralis (Meigen, 1824)
- Eudorylas slovacus Kozanek, 1993
- Eudorylas subfascipes Collin, 1956
- Eudorylas subterminalis Collin, 1956
- Eudorylas terminalis (Thomson, 1869)
- Eudorylas unicolor (Zetterstedt, 1844)
- Eudorylas zermattensis (Becker, 1898)
- Eudorylas zonatus (Zetterstedt, 1849)
- Eudorylas zonellus Collin, 1956
- Jassidophaga beatricis (Coe, 1966)
- Jassidophaga pilosa (Zetterstedt, 1838)
- Jassidophaga setosa Verrall, 1901
- Jassidophaga villosa (von Roser, 1840)
- Microcephalops opacus (Fallen, 1816)
- Nephrocerus flavicornis Zetterstedt, 1844
- Nephrocerus lapponicus Zetterstedt, 1838
- Nephrocerus scutellatus (Macquart, 1834)
- Pipunculus calceatus von Roser, 1840
- Pipunculus campestris Latreille, 1805
- Pipunculus fonsecai Coe, 1966
- Pipunculus oldenbergi Collin, 1956
- Pipunculus spinipes Meigen, 1830
- Pipunculus tenuirostris Kozanek, 1981
- Pipunculus thomsoni Becker, 1898
- Pipunculus varipes Meigen, 1824
- Pipunculus zugmayeriae Kowarz, 1887
- Tomosvaryella cilitarsis (Strobl, 1910)
- Tomosvaryella coquillettii (Kertesz, 1907)
- Tomosvaryella geniculata (Meigen, 1824)
- Tomosvaryella kuthyi Aczel, 1944
- Tomosvaryella minima (Becker, 1898)
- Tomosvaryella palliditarsis (Collin, 1931)
- Tomosvaryella sylvatica (Meigen, 1824)
- Verrallia aucta (Fallen, 1817)
- Verrallia helvetica Kuznetzov, 1992

## Fossile Belege
Fossile Vertreter dieser Familie sind sehr selten und bislang nur aus verschiedenen Bernsteinvorkommen bekannt. Der älteste Nachweis geht auf einen Einschluss im oberkreidezeitlichen Kanadischen Bernstein zurück. Die meisten Funde stammen aus eozänem Baltischen Bernstein, einige aus dem etwas jüngeren Mexikanischen und Dominikanischen Bernstein.